# Druye
Druye é uma comuna francesa na região administrativa do Centro, no departamento Indre-et-Loire. Estende-se por uma área de 22,7 km². Em 2010 a comuna tinha 952 habitantes (densidade: 41,9 hab./km²).